# Ad de Bruijne (geograaf)
Ad de Bruijne (Amsterdam, 28 november 1936 – Amsterdam, 3 oktober 2015) was een Nederlands geograaf en hoogleraar.

## Levensloop
Gerrit Adriaan (Ad) de Bruijne werd geboren in Amsterdam. Hij studeerde van 1954 tot 1962 sociale geografie en stedelijke planning in Utrecht en was na zijn afstuderen enige tijd werkzaam op het stafbureau van de Utrechtse universiteit. In 1963 haalde Marcus Willem Heslinga hem naar het Geografisch Instituut van de Vrije Universiteit. De Bruijne specialiseerde zich in ontwikkelingsvraagstukken. In 1976 promoveerde hij bij Heslinga op ‘Bijdragen tot de sociale geografie van de ontwikkelingslanden’. In datzelfde jaar werd hij lector. In 1980 werd het lectoraat omgezet in een professoraat (met ingang van 1 januari 1980 werden alle lectoren die daartegen geen bezwaar maakten, collectief benoemd tot hoogleraar). Hij werd verantwoordelijk voor de afstudeerrichting SGO (Sociale Geografie van Ontwikkelingslanden). In 1985 werd, als onderdeel van een taakverdelings- en concentratieoperatie van het Ministerie van Onderwijs (TVC) besloten dat de opleiding sociale geografie van de Vrije Universiteit werd opgeheven en samengevoegd met die van de Universiteit van Amsterdam. In 1986 werd De Bruijne hoogleraar in de sociale geografie van de ontwikkelingslanden aan de Universiteit van Amsterdam. In 2001 ging hij met emeritaat.

## Wetenschappelijk werk
Tijdens zijn studie specialiseerde De Bruijne zich in toegepaste geografie en planologie. Zijn doctoraalscriptie behandelde het Middengebied van Zuid-Holland. Eerst na zijn aanstelling aan de Vrije Universiteit verschoof de aandacht naar stedelijke vraagstukken in niet-westerse gebieden. In 1965 ging hij naar Suriname voor het doen van veldonderzoek naar de ruimtelijke structuur van Paramaribo. Vanaf 1968 gaf hij met anderen nascholingscursussen voor onderwijzers en leraren (onder andere in de vorm van mavo-applicatiecursussen). De daarvoor ontwikkelde colleges werden uitgebracht in een serie boeken onder de naam ‘Geografische Verkenningen’. Het waren de eerste leerboeken voor aardrijkskundedocenten die in Nederland verschenen. Gedeelten uit de Geografische Verkenningen die door De Bruijne waren geschreven (o.a. over de industrialisatie van de ontwikkelingslanden en over India) werden in 1976 gebundeld met resultaten van onderzoek naar de relatie tussen stad en platteland in Suriname en naar de ruimtelijke posities van de bewoners van Paramaribo tot zijn proefschrift ‘Bijdragen tot de sociale geografie van de ontwikkelingslanden’, waarop hij in 1976 bij Marcus Willem Heslinga promoveerde.
Van 1960 tot 2014 bezocht De Bruijne talloze keren Suriname. Vooral de stedelijke ontwikkelingen in dit land, de huisvestingsproblemen en de positie van minderheden (zoals de Libanese gemeenschap) waren onderwerp van onderzoek. Zijn grote betrokkenheid bij de ontwikkelingen in de Surinaamse samenleving werd ook in Suriname gewaardeerd. Hij werd in 2001 benoemd tot Officier in de Ere-Orde van de Palm van de Republiek Suriname.
Een tweede aandachtsgebied voor zijn onderzoek was India. Hij nam in 1968 deel aan het 21e Congres van de International Geographical Union in Delhi en kon bij die gelegenheid verschillende delen van het land bezoeken. India werd zo het tweede gebied waar veel van zijn onderzoeksprojecten werden uitgevoerd.
Bij de samenvoeging van de opleidingen sociale geografie aan de Vrije Universiteit en de Universiteit van Amsterdam werd ook het onderzoek van de betrokken stafleden opnieuw geprogrammeerd. Dit viel samen met de start van het aio- en oiostelsel (Assistent in opleiding en  Onderzoeker in opleiding) voor promovendi. Er kwam een gezamenlijk onderzoeksprogramma ‘Livelihood and Environment’, waarvan De Bruijne de algemene leiding kreeg. Livelihood verwijst naar het geheel van activiteiten en strategieën van personen en huishoudens om in het onderhoud te voorzien.
Armoede en woonmilieu vormde een belangrijk onderzoeksthema bij de verschillende promotieprojecten die door De Bruijne werden begeleid. In dit onderzoek werd aandacht geschonken aan de manier waarop begeleide ‘zelfhulp’ programma’s zo effectief mogelijk konden worden opgezet. De Bruijne zag stedelijke ontwikkeling als een multi-partner proces, waarbij overheid, private sector en bewoners samen dienden te werken. 
Een tweede aandachtsveld betrof de interactie tussen economische processen op mondiaal niveau en de woon-werkomstandigheden van de lokale bevolking, zoals bijvoorbeeld het onderzoek naar de veranderende rol van vrouwelijke werknemers in de Indiase schoenenindustrie. De Bruijne was sterk geïnteresseerd in de stedelijke dynamiek in relatie tot mondiale sociaal-economische processen.
De Bruijne liet zich in leven en werk leiden door sociaal-christelijke waarden. Volgens hem moest het geografisch werk dienstbaar zijn aan de ontwikkeling van de samenleving. Al in 1962, bij het begin van zijn wetenschappelijke carrière, stelde hij vast dat “de geografie geen vrijblijvend bezig zijn verdraagt, maar een betrokkenheid vereist op de ons toevertrouwde werkelijkheid, die er een is van wezenlijke solidariteit” (geciteerd in De Bruijne, 1976, 47). Dit verklaart zijn aandacht voor vraagstukken van armoede en uitsluiting in stedelijke gebieden. In zijn afscheidsrede komt hij terug op een vraag die hem ooit was gesteld: “Sir, is there also an inhuman geography?”. Zijn antwoord was dat een geografie die voorbij gaat aan de essentiële waarden en plichten van de mens inderdaad ‘inhumaan’ is. Een goede geografie moet betrokken zijn bij degenen die solidariteit en gerechtigheid verwachten.

## Publicaties
(een selectie)
- Geografische verkenningen, Deel 1, Op zoek naar een geografisch wereldbeeld, Roermond 1971 (met G.A. Hoekveld en P.A. Schat)
- Geografische verkenningen, Deel 2, Perspektief op de tweedeling van de wereld, Roermond, 1971 (met G.A. Hoekveld, P.L. Ploeger en P.A. Schat)
- Geografische verkenningen, Deel 3, De Verenigde Staten/India Roermond, 1972 (met G.A. Hoekveld, P.L. Ploeger en P.A. Schat)
- Bijdragen tot de sociale geografie van de ontwikkelingslanden, proefschrift Vrije Universiteit Amsterdam, Romen, Bussum, 1976
- Regional development policy in Tamil Nadu.” In: K.V. Sundaram and A. Ramesh (eds), Regional planning and developement: essays on space, society and development in honour of professor R.P. Misra, New Delhi, 1990, pp. 25-36 (met P. Knorringa and H.J. Sommeling)
- Agropolitan development, small scale activities and building in Tamil Nadu: some theoretical reflections, Indian Geographical Journal 58, 1983, 71-73 (metJ.J.F. Heins and P.J.M. Robben)
- Independent policy research: some comments, Indian Geographical Journal, 1990, 65, pp. 66-69.
- Shelter in the 1990s: world habitat day 1991, Indian Geographical Journal, 1991, 66, pp. 150-155
- Where do the poor live? An analysis of residental patterns of poor inhabitants in Indian cities, Indian Geographical Journal, 1992, 67, pp. 1-16 (met H. Schenk)
- Development NGOs in India: between liberal policies and communalist movements.” In: Annelet Harts-Broekhuis & Otto Verkoren (eds), No easy way out: essays on Third World development in honour of Jan Hinderink, Utrecht: Koninklijk Nederlands Aardrijkskundig Genootschap, 1994, pp. 269-276 (met H. Schenk)
- At the conclusion of a phase in Jan Kleinpenning’s oeuvre, in T. van Naersen e.a. (red), The diversity of development. Essays in honour of jan Kleinpenning, Assen, 1997, pp. 425-436
- Is SGO milleniumproof?, Geografie, juni 1999, pp. 7-10 en oktober 1999, pp. 38-43 (met Ton Dietz en Hebe Verrest)
- Introduction.” In: M. Put and M.P. van Dijk (eds), Government and NGO interventions in dryland agriculture: a study on two projects in Andhra Pradesh, New Delhi, 2000, pp. 27-50 (met M.P. van Dijk)
- Globe, oikoumene en oikos, reflecties over human geography. Rede in verkorte vorm uitgesproken ter gelegenheid van het afscheid van het ambt van hoogleraar Sociale Geografie, in het bijzonder van de ontwikkelingslanden, aan de Universiteit van Amsterdam op vrijdag 30 november 2001
- De ontwikkelingsgeografische traditie. Van nuttige exotica, via ontwikkelingsvraagstukken naar glocalisering, in: Hans Knippenberg & Marijke van Schendelen (red.), Alles heeft zijn plaats. 125 jaar Geografie en Planologie aan de Universiteit van Amsterdam, 1877-2002, Aksant, Amsterdam, 2002, pp.191-212 (met Ton Dietz en Wim van Spengen)

- Bibsys: 90923170
- Digitale Bibliotheek voor de Nederlandse Letteren: brui192
- Gemeinsame Normdatei: 173584322
- International Standard Name Identifier: 0000 0000 7992 8928
- Library of Congress Control Number: n81043613
- NARCIS: PRS1235486
- Nationale Bibliotheek van Israël: 987007457374805171
- Nederlandse Thesaurus van Auteursnamen: 068722982
- Réseau des bibliothèques de Suisse occidentale: 02-A012865740
- Virtual International Authority File: 43157011
- WorldCat: E39PBJgd6PJrGGKyrp3G6JJCcP

1. ↑  In memoriam op werkgroepcaraibischeletteren.nl. Gearchiveerd op 29 september 2017.